# Benjamin Sonntag
Benjamin Sonntag es un deportista alemán que compitió en triatlón. Ganó tres medallas en el Campeonato Mundial de Triatlón de Invierno entre los años 2002 y 2006, y una medalla en el Campeonato Europeo de Triatlón de Invierno de 2003.

## Palmarés internacional
| Campeonato Mundial | Campeonato Mundial     | Campeonato Mundial | Campeonato Mundial |
| Año                | Lugar                  | Medalla            | Prueba             |
| ------------------ | ---------------------- | ------------------ | ------------------ |
| 2002               | Brusson (Italia)       | Medalla de bronce  | Individual         |
| 2003               | Oberstaufen (Alemania) | Medalla de oro     | Individual         |
| 2006               | Sjusjøen (Noruega)     | Medalla de oro     | Individual         |
| Campeonato Europeo |                        |                    |                    |
| Año                | Lugar                  | Medalla            | Prueba             |
| 2003               | Donovaly (Eslovaquia)  | Medalla de oro     | Individual         |